# 针齿菌属
针齿菌属（学名：Irpicodon）是淀粉伏革菌科下的一个属。

## 下属物种
本属包括以下物种：
- 悬垂针齿菌 Irpicodon pendulus (Alb. & Schwein.) Pouzar